# Гранжан, Шарль Луи Дьёдонне
Шарль Луи Дьёдонне Гранжан (фр. Charles Louis Dieudonné Grandjean; 1768—1828) — французский военный деятель, дивизионный генерал (1805 год), барон (1810 год), граф (1814 год), участник революционных и наполеоновских войн. Имя генерала выбито на Триумфальной арке в Париже.

## Биография

### Происхождение и начало Революции
Шарль Гранжан родился в семье адвоката Дьёдонне Франсуа Гранжана (фр. François Dieudonné Grandjean) и Жанны Малец (фр. Jeanne Maletz). Пошёл по стопам отца и получил степень доктора права в Гёттингенском университете. После возвращения на родину избран в 1790 году командиром Национальной гвардии округа Шато-Сален и делегирован в Париж, где 14 июля 1790 года принял участие в Празднике Федерации. 13 февраля 1794 года женился в Фальсбуре на Марие Мутон (фр. Marie-Madeleine Mouton; 1767—1840), старшей сестре будущего маршала Жоржа Мутона. У них родилось двое детей: сын Виктор Эме (фр. Victor Aimé Grandjean; 1794—1859), был адъютантом генерала Мутона с 1813 года и членом генерального совета Мёрта, и дочь Октави (фр. Octavie Grandjean; 1798—).

### Революционные войны
11 мая 1792 года начал военную службу в звании младшего лейтенанта 105-го пехотного полка. С 1792 по 1793 годы служил в Рейнской армии под началом генерала Кюстина. 21 мая 1793 года произведён в капитаны и зачислен в штаб полковника Дезе. 23 сентября 1793 года произведён во временные командиры батальона гренадеров. 11 июня 1794 года стал командиром батальона штаба. 13 июня 1795 года отправлен в отставку. Вернулся в строй, и 13 апреля 1796 года был произведён в полковники штаба. 14 января 1797 года зачислен в дивизию Амбера в Рейнской армии. С апреля 1797 года служил под началом Гувьона-Сен-Сира. 26 марта 1799 года взял укреплённый австрийский лагерь в Пастренго, и захватил в плен 1200 вражеских солдат у Адидже, за что был произведён в бригадные генералы прямо на поле боя. Дважды ранен в битве при Треббии 18 и 19 июня. В августе возглавил бригаду в дивизии Груши. Сражался при Нови, и заменил 15 августа Груши во главе дивизии. В сентябре 1799 года переведён в дивизию Виктора.

### Служба в эпоху Консульства и Ранней Империи
В марте 1800 года был под началом Сюше. 4 апреля Гранжан был назначен членом нового совета префектуры Мёрте, но не принял на себя эти функции. 12 апреля включён в дивизию Дельма в Рейнской армии. Снова отличился в 3 мая при Энгене. 8 июня сменил Дельма во главе дивизии под началом Моро. 27 июня сражался у Нойбурга. Под началом Лекурба участвовал в кампаниях в Форарльберге и Гризоне. 1 декабря возглавил бригаду резервной дивизии Груши и 3 декабря сражался при Гогенлиндене, где отличился стремительной атакой, которая опрокинула венгерский корпус.
23 сентября 1801 года зачислен в 5-й военный округ. 15 февраля 1803 года Гранжан был переведён в 4-й военный округ.
Получил звание дивизионного генерала 1 февраля 1805 года, и 27 марта 1805 года возглавил 25-й военный округ в Везеле. 31 августа 1805 года возглавил 2-ю пехотную дивизию 1-го резервного корпуса.

### Кампании в Померании и в Испании
25 октября 1806 года был переведён в 8-й корпус маршала Мортье, и сменил генерала Лагранжа во главе 1-й пехотной дивизии. В 1807 году отвечал за рассредоточение шведского корпуса в Рамкенхагене; участвовал в осаде Данцига, затем  Штральзунда; в апреле 1807 года был обязан снять осаду этого города. В июне 1807 года возглавил дивизию в наблюдательном корпусе маршала Брюна. 6 августа захватил Анклам. Служил в Померании и с ноября 1807 года командовал дивизией Рейнского союза.

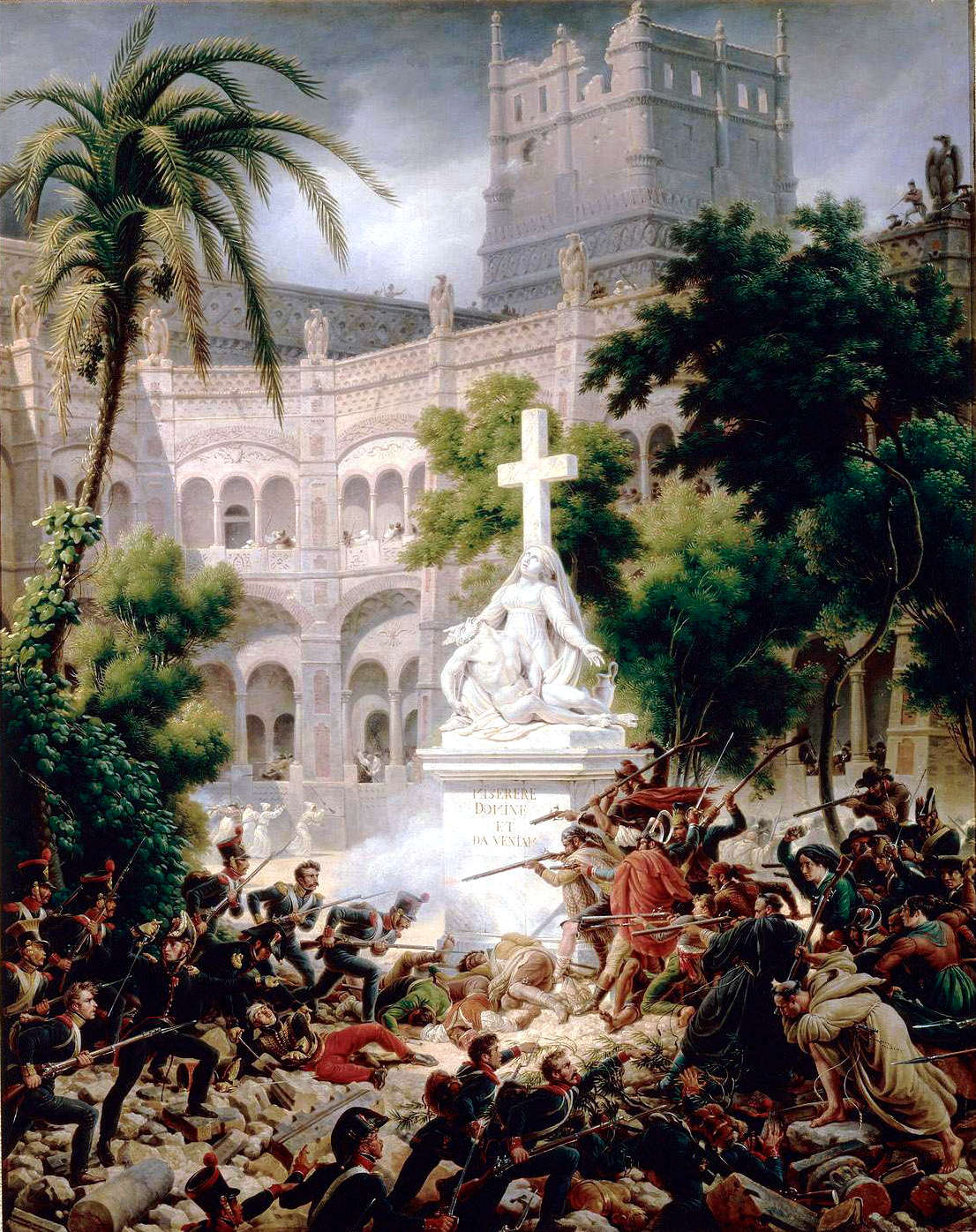
Эпизод осады Сарагосы: штурм монастыря Санта-Энграсия, 8 февраля 1809 г.

10 июля 1808 года был отозван в Париж и 14 июля возглавил резервную дивизию в Байонне. 9 сентября 1808 года сменил генерала Фрера во главе 3-й пехотной дивизии 3-го корпуса Монсея Армии Испании. Под руководством маршалов Ланна и Монсея 23 октября участвовал в разгроме повстанцев у Лерины. 23 ноября сражался при Туделе во главе 4-й дивизии 3-го корпуса. 24 ноября сменил Матьё во главе 1-й дивизии этого же корпуса. С декабря 1808 года был при осаде Сарагосы под началом Жюно.

### Австрийская кампания 1809 года
В апреле 1809 года был переведён в штаб Армии Германии. 21 апреля назначен комендантом Ландсхута. 23 мая заменил смертельно раненого при Эсслинге генерала Сент-Илера во главе пехотной дивизии 2-го армейского корпуса генерала Удино. Вечером 5 июля дивизия Гранжана атаковала Баумерсдорф и захватила 2000 австрийцев и четыре знамени. Однако командующий австрийской армией эрцгерцог Карл лично руководил несколькими кавалерийскими атаками, которые вынудили дивизию отступить. Атака 2-го корпуса 6 июля позволила оттеснить австрийское левое крыло. Во время битвы под Гранжаном были убиты две лошади.

### Служба с 1810 по 1814 годы
15 мая 1810 года был назначен командующим 14-го военного округа в Кане, затем Шербуре вместо Латур-Мобура. 12 мая 1811 года стал вторым командующим в Данциге. 1 сентября 1811 года возглавил пехотную дивизию, состоящую из немцев и поляков, в составе Эльбского наблюдательного корпуса Даву. 10 января 1812 года переведён под начало маршала Нея в наблюдательный корпус Берегов Океана. 1 апреля 1812 года получила 7-й номер и вошла в состав 1-го корпуса Даву Великой Армии. В апреле переведена в Мариенбург. В июне передана под начало Макдональда в 10-й корпус. 28 июня дивизия выступила в Тауроген и 30 июня прибыла в Россиены. 8 июля направилась через Поневеж, где захватила русский магазин, в Якобштадт, куда вступила 21 июля, имея задачу прикрыть левый фланг Великой Армии при атаке на Дрисский лагерь. Позднее дивизия заняла оставленную защитниками Динабургскую крепость. Во время наступления корпуса генерала Штейнгейля Макдональд, опасаясь за свой тыл, передвинул дивизию в Бауск. В ноябре дивизия участвовала в отражении наступления корпуса Паулуччи. 18 декабря Макдональд получил приказ Наполеона об отступлении и 19 декабря выступил с дивизией из Бауска и 25 декабря вступил в Тауроген. 2 января 1813 года вошла в Кёнигсберг. С 13 января 1813 года со своей 7-й дивизией под началом Раппа был частью гарнизона Данцига. Отличился в ряде боёв, и 2 января 1814 года попал в плен после сдачи города.

### «Сто дней» и карьера депутата
В период «Ста дней» 6 апреля 1815 года возглавил 17-ю пехотную дивизию 5-го корпуса Раппа. С сентября 1815 года без служебного назначения. 30 декабря 1815 года удалился со службы.
1 октября 1821 года был избран депутатом от департамента Мёрт. Будучи либералом, состоял в рядах оппозиции. В феврале 1824 года не был переизбран. 16 февраля 1827 года вышел в отставку.
Умер генерал 15 сентября 1828 года в Нанси.

## Воинские звания
- Младший лейтенант (11 мая 1792 года)
- Капитан штаба (21 мая 1793 года)
- Командир батальона (23 сентября 1793 года, утверждён 11 июня 1794 года)
- Полковник штаба (13 апреля 1796 года)
- Бригадный генерал (26 марта 1799 года)
- Дивизионный генерал (1 февраля 1805 года)

## Титулы

Герб барона

- Барон Гранжан и Империи (фр. baron Grandjean et de l'Empire; декрет от 15 августа 1809 года, патент подтверждён 31 января 1810 года в Париже)[1][2];
- Граф Гранжан (фр. comte Grandjean; 13 августа 1814 года).

## Награды
Легионер ордена Почётного легиона (11 декабря 1803 года)
 Коммандан ордена Почётного легиона (14 июня 1804 года)
 Кавалер военного ордена Святого Людовика (13 августа 1814 года)